# Raciszów

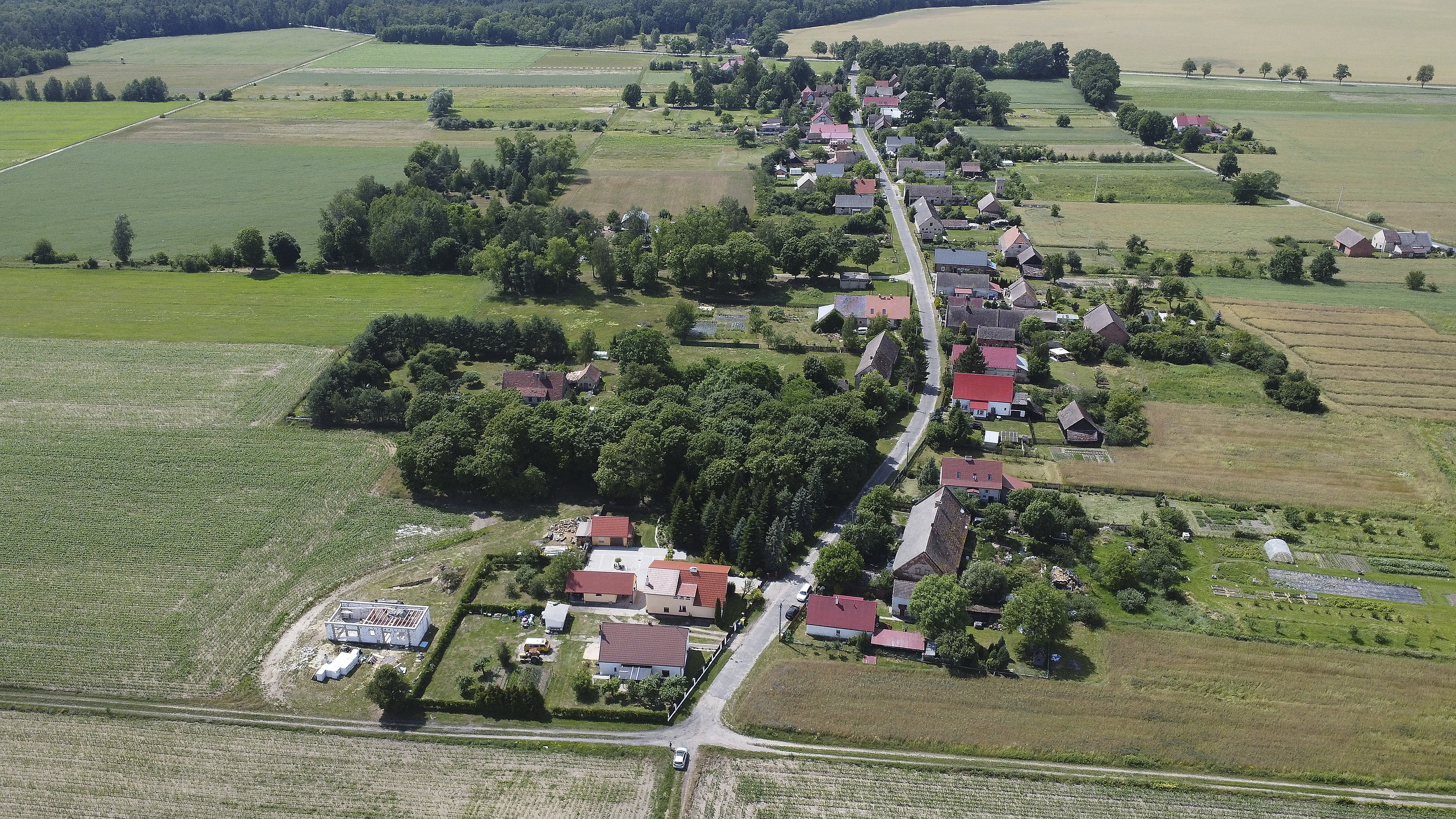
Blick auf Raciszów

Raciszów (deutsch Neu Sorge) ist ein Dorf in Niederschlesien. Der Ort liegt in der Gmina Lubsza im Powiat Brzeski in der polnischen Woiwodschaft Opole.

## Geographie

### Geographische Lage
Das Angerdorf Raciszów liegt rund 12 Kilometer nordöstlich vom Gemeindesitz Lubsza (Leubusch), ca. 20 Kilometer nordöstlich der Kreisstadt Brzeg (Brieg) und rund 50 Kilometer nordwestlich der Woiwodschaftshauptstadt Oppeln. Der Ort liegt in der Nizina Śląska (Schlesische Tiefebene) innerhalb der Równina Oleśnicka (Oelser Ebene). Raciszów liegt im Landschaftsschutzpark Stobrawski innerhalb von weitläufigen Waldgebieten.
Durch den Ort verläuft die Landesstraße Droga krajowa 39.

### Nachbarorte
Nachbarorte von Raciszów sind im Norden Żaba (Saaba) und im Südwesten Rogalice (Rogewlitz).

## Geschichte
Nach dem Ersten Schlesischen Krieg 1742 fiel Neu Sorge zusammen mit dem größten Teil Schlesiens an Preußen. 
Nach der Neugliederung Preußens gehörte die Landgemeinde Neu Sorge ab 1815 zur Provinz Schlesien und war ab 1816 dem Landkreis Brieg eingegliedert, mit dem es bis 1945 verbunden blieb. 1874 wurde der Amtsbezirk Rogelwitz gegründet, welcher die Landgemeinden Baruthe, Neu Sorge und Rogelwitz und die Gutsbezirke Neu Sorge, Rogelwitz und Forst Rogelwitz umfasste. 1885 zählte der Ort 215 Einwohner.
1933 zählte Neu Sorge 212, 1939 wiederum 207 Einwohner. Bis 1945 befand sich der Ort im Landkreis Brieg.
Als Folge des Zweiten Weltkriegs fiel Neu Sorge wie fast ganz Schlesien 1945 an Polen, wurde in Raciszów umbenannt und der Woiwodschaft Breslau angegliedert. Die deutsche Bevölkerung wurde, soweit sie nicht vorher geflohen war, weitgehend vertrieben. Die neu angesiedelten Bewohner waren zum Teil Heimatvertriebene aus Ostpolen. 1950 kam der Ort zur Woiwodschaft Opole. 1999 kam der Ort zum Powiat Brzeski.